# Josh Larsen
Josh Larsen (ur. 12 maja 1972 w Anaheim) – amerykański żużlowiec.

## Życiorys
Uczestnik Grand Prix w 1995 roku (22. miejsce – 7 punktów). Finalista Indywidualnych Mistrzostw Świata w 1994 roku w Vojens (9. miejsce – 7 punktów). Dwukrotnie był finalistą Drużynowych Mistrzostw Świata w 1993 roku w Coventry (złoty medal – 5 punktów) oraz w 1999 roku w Pardubicach (brązowy medal – 2 punkty). Finalista Indywidualnych Mistrzostw Świata Juniorów w 1993 roku w Pardubicach (5. miejsce – 8 punktów).
Startował w lidze polskiej w 1995 roku w Stali Gorzów oraz w 1999 roku w Atlasie Wrocław.
W sumie w lidze polskiej brał udział w 2 meczach i 8 biegach zdobył 13 punkty plus 2 bonusów co daje średnią biegową 1,875.

## Mistrzostwa świata

### Punkty w poszczególnych zawodachGrand Prix
| Sezon | Numer | 1     | 2     | 3     | 4     | 5     | 6     | Msc. | Pkt. |
| ----- | ----- | ----- | ----- | ----- | ----- | ----- | ----- | ---- | ---- |
| 1995  | 9     | POL – | AUT – | DEU – | SWE 2 | DNK 4 | GBR 1 | 22   | 7    |

| Statystyki        | Statystyki |
| ----------------- | ---------- |
| Starty            | 3          |
| Zwycięstwa        | 0          |
| Miejsca na podium | 0          |
| Finalista         | 0          |
| Punkty            | 7          |